# Rotkehlfälkchen
Das Rotkehlfälkchen (Microhierax caerulescens, Syn.: Falco caerulescens) ist ein Vogel aus der Familie der Falkenartigen (Falconidae).

Verbreitungsgebiet des Rotkehlfälkchens (Microhierax caerulescens) nach IUCN-Daten

Der Vogel kommt auf dem Indischen Subkontinent und in Südostasien in Bangladesch, Bhutan, Indien, Kambodscha, Laos, Malaysia, Myanmar, Nepal, Thailand und Vietnam vor.
Das Verbreitungsgebiet umfasst Wälder gemäßigter Zonen, oft Ränder von Laubwäldern, auch Plantagen und in Flussnähe.

## Beschreibung
Das Rotkehlfälkchen ist 14–18 cm groß, wiegt zwischen 30 und 50 g, die Flügelspannweite beträgt 28–34 cm. Das Weibchen ist größer und schwerer als das Männchen. In Größe und Verhalten mit relativ kurzen Flügeln und mittellangem schwarzen Schwanz mit vier weißen Binden erinnert das Rotkehlfälkchen an einen Würger. Auffallend ist das breite weiße Nackenband. Die Oberseite ist glänzend schwarz, Stirn, Ohrdecken und Nacken sind weiß, das Gesicht hat eine schwarze Maske, die Wachshaut ist auch schwarz. Die Unterseite ist rostrot und weiß, Hals, Unterbauch und teilbefiederte Oberschenkel sowie die Schwanzunterseite sind dunkel rotbraun.
Im Jugendkleid ist der Vogel hell mit rotbraunem Kopf.

## Geografische Variation
Es werden folgende Unterarten anerkannt:
- M. c. caerulescens (Linnaeus, 1758), Nominatform – östlicher Himalayas von Uttarakhand und Nepal bis Nordostindien
- M. c. burmanicus Swann, 1920 – Myanmar östlich bis Indochina

## Stimme
Der Ruf des Männchens wird als hochtoniges „kli-kli-kli...“ oder „killi-killi-killi...“ beschrieben.

## Lebensweise
Die Nahrung besteht hauptsächlich aus großen Insekten, insbesondere Schmetterlinge wie Augenfalter und Ritterfalter oder Libellen und Käfer, auch aus kleineren Vögeln oder Heuschrecken. Das Rotkehlfälkchen jagt nicht von einem festen Ansitz aus, sondern bewegt sich schnell von einem Baum zum anderen.
Die Brutzeit liegt zwischen Ende Februar und Mai. Genistet wird gerne in von einem Ceylon-Grünbartvogel (Megalaima zeylanica) oder von einem Linienspecht (Dryocopus lineatus) angelegten Höhle in 10 bis 12 m Höhe und oft auf der Unterseite eines kahlen Astes. Das Gelege besteht aus 4 weißen Eiern mit Markierungen. Beide Geschlechter beteiligen sich am Brutgeschäft.
Der Flug erinnert an einen Grauschwalbenstar (Artamus fuscus), der Kopf wird auf einem Ansitz nach allen Richtungen schauend ruckartig bewegt wie ein Brahmakauz.

## Gefährdungssituation
Der Bestand gilt als nicht gefährdet (Least Concern).